# Lehký kulomet typu 96
Lehký kulomet typ 96 byl lehký kulomet používaný japonskou armádou ve 2. světové válce. Například se velmi osvědčila jako rychlá obrana zákopů, opevněných improvizovaných a rafinovaných bojových postavení na tropických ostrovech v Pacifiku. Na rozdíl od typu 97 nemá mnoho společného s lehkým kulometem ZB vz.26. Zbraň střílí pouze dávkou a z otevřeného závěru. Závěr je uzamčen příčně posuvným klínem tvaru obdélníku navlečeném okolo nosiče závorníku. Typ 96 měl nahradit starší a méně spolehlivý typ 11. Nástupcem typu 96 se stal Typ 99 (kulomet) upravený na ráži 7,7 × 58 mm Arisaka. 